# HealthCap
HealthCap er en specialiseret investor af venturekapital inden life sciences. HealthCap investerer i innovative virksomheder med fokus på terapeutiske produkter  HealthCap har investeret i mere end 100 virksomheder siden start og lavet børsintroduktioner af 41 selskaber. HealthCap har kontorer i Stockholm, Oslo og Lausanne.

## Historie
Firmaet blev grundlagt i 1996 af Björn Odlander  og Peder Fredrikson  og den første fond blev startet samme år. Per 2017 har HealthCap etableret syv fonde. Fondene har finansieret 106 virksomheder, hvorav 41 af virksomhederne er taget på børsen. Den seneste fond, HealthCap VII, blev etableret i 2015.
I 2017 havde HealthCap cirka 23 medarbejdere, hvoraf ti er partnere. Holdet kombinerer venturekapital kompetence og erfaringer fra små såvel som store virksomheder i hele sundhedssektoren, der spænder over discipliner af videnskabelig forskning, udvikling af medicin, klinisk praksis, investment banking, og industriledelse .

## Område af aktivitet
HealthCap investerar i innovative virksomheder inden for området for biovidenskab med fokus på behandling av sygdom. Investeringerne skal møde visse kriterier såsom opfyldelse af vigtige medicinske behov, høj grad af innovation og forbedring af økonomien i sundhedssektoren.
HealthCap har rejst seks fonder, der HealthCap IV- VII er Delaware kommanditselskaber med en schweizisk komplementar. Investorer i HealthCap fondene omfatter bl.a. Skandia Liv, 4. og 6. svenske nationale pensionskassen, The Kresge Foundation, Mayo Clinic og University of Michigan. I 2017 hade HealthCap fonde der overstiger € 1 bn

## Investeringer
HealthCap investerer i virksomheder, der udvikler banebrydende teknologier , der holder potentiale til at ændre klinisk praksis. Eksempler på sådanne teknologier som finansieres af HealthCap er:
- Endoskopisk lungevolumenreduktion kirurgi udviklet af Pulmonx [6] hvorved åben thoraxkirurgi kan undgås ved behandling af emfysem.
- Xofigo udviklet af Algeta [7] til behandling af knoglemetastaser i prostatakræft
- Trans-femoral hjerteklap udskiftning udviklet af CoreValve [8] , der undviger behovet for åben hjertekirurgi vid udskiftning af en defekt aortaklap.
- Måling af udåndet nitrogenoxid[flertydigt link ønskes præciseret] til overvågning af astma udviklet af Aerocrine [9].
- Topotarget der sigter mod at forbedre kvaliteten af og forlænge livet for kræftpatienter ved at udvikle nye, sikre og effektive kræftlægemidler[10].

## Eksterne links
- http://www.HealthCap.eu